# Cajus (Bischof von Rom)
Cajus oder Gajus (* in Dalmatien; † 22. April 296) war vom 17. Dezember 283 bis zum 22. April 296 Bischof von Rom.

## Leben und Wirken
Außer den wenig verlässlichen Angaben des Liber Pontificalis ist nur wenig über ihn bekannt. Er soll der Sohn eines Gajus und ein Verwandter des Kaisers Diokletian gewesen sein. Sein Bruder war angeblich der heilige Gabinus, der als Vater der heiligen Susanna von Rom gilt. Cajus wäre demnach ihr Onkel gewesen. Da Gabinus ausweislich seiner Akten mit Diokletian verwandt war, wird auch Cajus als Verwandter des Kaisers angesehen. Unter seiner Leitung erlebten die Christen in Rom eine Zeit der Ruhe zwischen den Verfolgungen unter Valerian und unter Diokletian.
Während seiner Amtszeit nahmen die Christenverfolgungen zu, obwohl auch neue Kirchen und Friedhöfe gebaut werden konnten. Wahrscheinlich starb er nicht als Märtyrer, denn die Christenverfolgung Diokletians begann erst im Jahre 303, also nach Cajus’ mutmaßlichem Tod, und Diokletian war vor seinem Aufstieg zum Kaiser den Christen gegenüber nicht immer feindlich eingestellt. Als Bischof von Rom verfügte Cajus, dass ein zukünftiger Bischof zuerst Lektor, Exorzist, Akolyth, Subdiakon, Diakon und Priester gewesen sein musste.

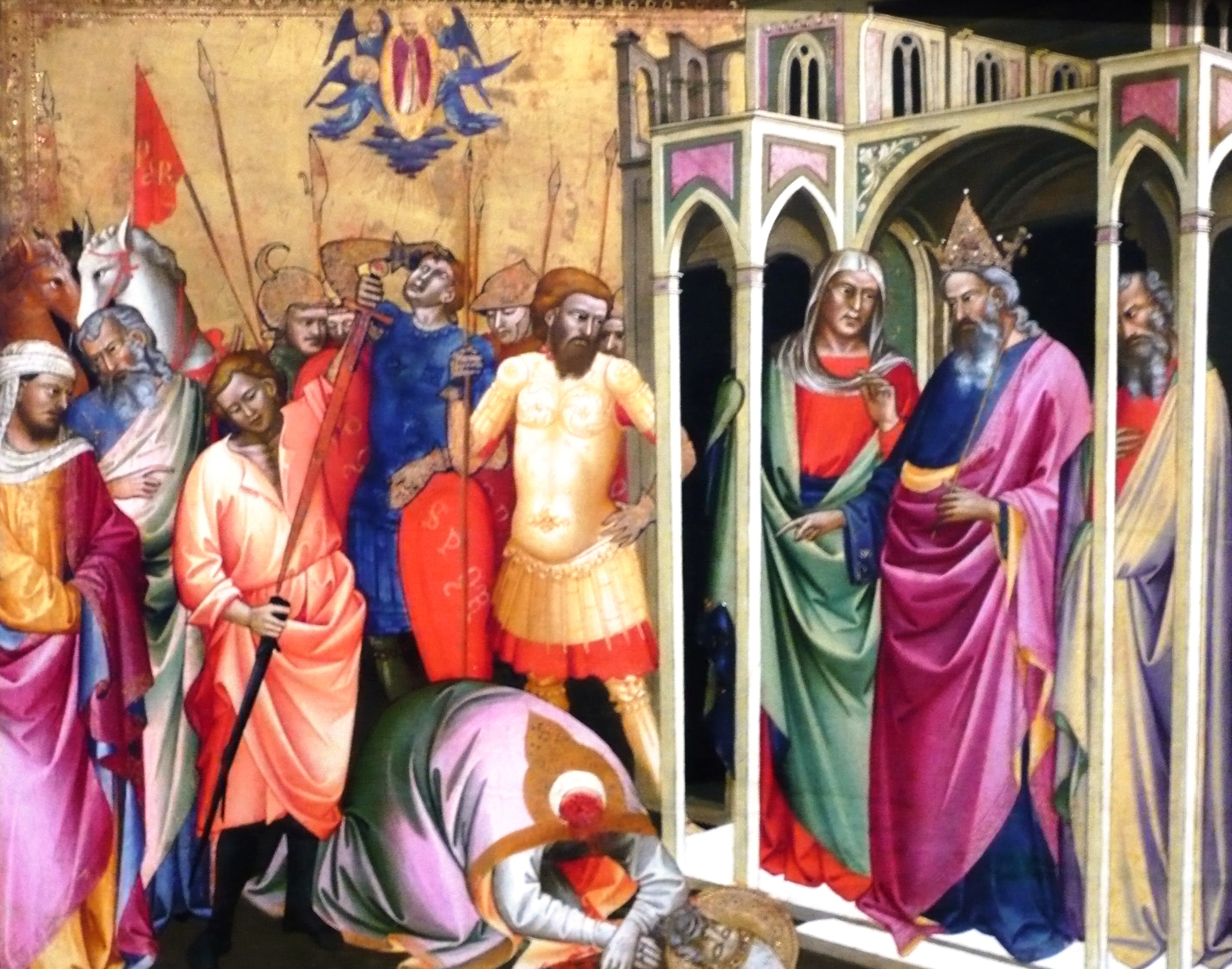
Darstellung des Märtyrertodes Cajus durch Lorenzo Monaco. Ursprünglich Teil der Altarmalerein in der Kirche San Gaggio in Florenz.

Cajus’ Grab, in dem sich auch sein Siegelring befand, wurde mit der originalen Grabinschrift in der Calixtus-Katakombe in Rom entdeckt. Im Jahre 1631 wurde sein mutmaßlicher Amtssitz in eine Kirche umgewandelt, die jedoch 1880 dem italienischen Verteidigungsministerium weichen musste, so dass seine Reliquien in die Privatkapelle der Familie Barberini überführt wurden.
Sein Gedenktag ist gemeinsam mit dem des Soterus der 22. April. In der Kunst wird Cajus mit der Tiara und einem Bild des heiligen Nereus dargestellt. Er wird hauptsächlich in Dalmatien und Venedig verehrt. In Florenz ist ihm die Kirche San Gaggio geweiht.